# Baiacu (quadrinhos)
Baiacu é um álbum de história em quadrinhos organizado pelos artistas Laerte Coutinho e Angeli e publicado em 2017 pela editora Todavia. O livro foi criado a partir de uma experiência artística capitaneada pelos dois organizadores, que reuniram por duas semanas dez artistas na Casa do Sol, antiga residência de Hilda Hilst. Durante este período, os artistas trabalharam juntos na criação de obras livres e abertas, realizando experimentos estéticos que reuniram quadrinhos, poesia, prosa e fotografia.
Os artistas que participaram da residência foram os brasileiros Fabio Zimbres, Gabriel Góes, Guazzelli, Juliana Russo, Laura Lannes, Mariana Parazio, Pedro Franz e Rafael Sica, a colombiana Power Paola e o grego Ilan Manouach. A edição impressa de Baiacu ainda contou com a colaboração de outros escritores e artistas: André Sant'Anna, Anna Claudia Magalhães, Bruna Beber, Daniel Galera, Diego Gerlach, Mateus Acioli, Paula Puiupo e Zed Nesti (autor da capa).
Em 2018, o álbum ganhou o Troféu HQ Mix na categoria "melhor publicação mix", empatado com a HQ Marcatti 40.